# Dmitri Radtsjenko
Dmitri Radtsjenko (Russisch: Дмитрий Леонидович Радченко) (Leningrad, 2 december 1970) is een voormalig Russisch voetballer.

## Clubcarrière
Radtsjenko begon zijn professionele carrière in zijn geboortestad, bij Dinamo Leningrad, en verhuisde in 1991 naar FC Spartak Moskou, Met die club won hij tweemaal de Russische landstitel. Hij scoorde tweemaal in de beroemde 3-1 zege op Real Madrid in de kwartfinale van de Europa Cup I in het seizoen 1990-1991.
Voor het seizoen 1993-94 tekende hij bij Racing Santander in Spanje, samen met teamgenoot Dmitri Popov. Twee jaar later volgde een transfer naar het opkomende Deportivo La Coruña, maar daar wist hij geen basisplaats af te dwingen. In de daaropvolgende drie seizoenen kwam hij vervolgens uit voor achtereenvolgens Rayo Vallecano, CP Merida (beide degradeerden uit de Primera División) en SD Compostela (Segunda División). Na de bescheiden succesjes met Jubilo Iwata en HNK Hajduk Split beëindigde Radchenko zijn carrière in 2008, in de lagere divisies van Spanje.

## Interlandcarrière
Dmitri Radtsjenko debuteerde in 1990 in het Sovjet-Unie nationaal elftal/Russisch nationaal elftal en speelde 35 interlands, waarin hij 9 keer scoorde. Hij nam met Rusland deel aan het WK voetbal 1994, waar hij scoorde in de met 6-1 gewonnen wedstrijd (vijf goals Oleg Salenko) tegen Kameroen. Ondanks die zege werd de ploeg in de eerste ronde uitgeschakeld.
| Interlanddoelpunten | Interlanddoelpunten | Interlanddoelpunten        | Interlanddoelpunten | Interlanddoelpunten | Interlanddoelpunten | Interlanddoelpunten | Interlanddoelpunten |
| №                   | Datum               | Wedstrijd                  | Goal(s)             | Score               | Uitslag             | Competitie          |                     |
| ------------------- | ------------------- | -------------------------- | ------------------- | ------------------- | ------------------- | ------------------- | ------------------- |
| 1                   | 28 oktober 1992     | Rusland – Luxemburg        | 24'                 | 2 – 0               | 2 – 0               | WK-kwalificatie     |                     |
| 2                   | 13 februari 1993    | Verenigde Staten – Rusland | 11'                 | 0 – 1               | 0 – 1               | Oefeninterland      |                     |
| 3                   | 2 februari 1994     | Mexico – Rusland           | 37'                 | 1 – 2               | 1 – 4               | Oefeninterland      |                     |
| 4                   | 20 april 1994       | Turkije – Rusland          | 10'                 | 0 – 1               | 0 – 1               | Oefeninterland      |                     |
| 5                   | 28 juni 1994        | Kameroen – Rusland         | 82'                 | 1 – 6               | 1 – 6               | WK-eindronde        |                     |
| 6                   | 12 oktober 1994     | Rusland – San Marino       | 67'                 | 4 – 0               | 4 – 0               | EK-kwalificatie     |                     |
| 7                   | 16 november 1994    | Schotland – Rusland        | 25'                 | 1 – 1               | 1 – 1               | EK-kwalificatie     |                     |
| 8                   | 16 augustus 1995    | Finland – Rusland          | 25'                 | 0 – 3               | 0 – 6               | EK-kwalificatie     |                     |
| 9                   | 15 november 1995    | Rusland – Finland          | 40'                 | 1 – 0               | 3 – 1               | EK-kwalificatie     |                     |

## Erelijst
Spartak Moskou
- USSR Cup

1992
- Landskampioen Rusland

1992, 1993
- Beker van Rusland

1992
 Deportivo la Coruña
- Supercopa

1995
1 Tsjertsjesov ·
2 Koeznetsov ·
3 Gorloekovitsj ·
4 Galjamin ·
5 Nikiforov ·
6 Ternavski ·
7 Pjatnitski ·
8 Popov ·
9 Salenko ·
10 Karpin ·
11 Bjestsjastnik ·
12 Tetradze ·
13 Borodjoek ·
14 Kornejev ·
15 Radtsjenko ·
16 Charin  ·
17 Tsymbalar ·
18 Onopko ·
19 Mostovoj ·
20 Ledjachov ·
21 Chlestov ·
22 Joeran ·
Coach: Sadyrin